# Corynopuntia moelleri
Corynopuntia moelleri är en kaktusväxtart som först beskrevs av Alwin Berger, och fick sitt nu gällande namn av F.M. Knuth. Corynopuntia moelleri ingår i släktet Corynopuntia, och familjen kaktusväxter. Inga underarter finns listade i Catalogue of Life.

## Bildgalleri

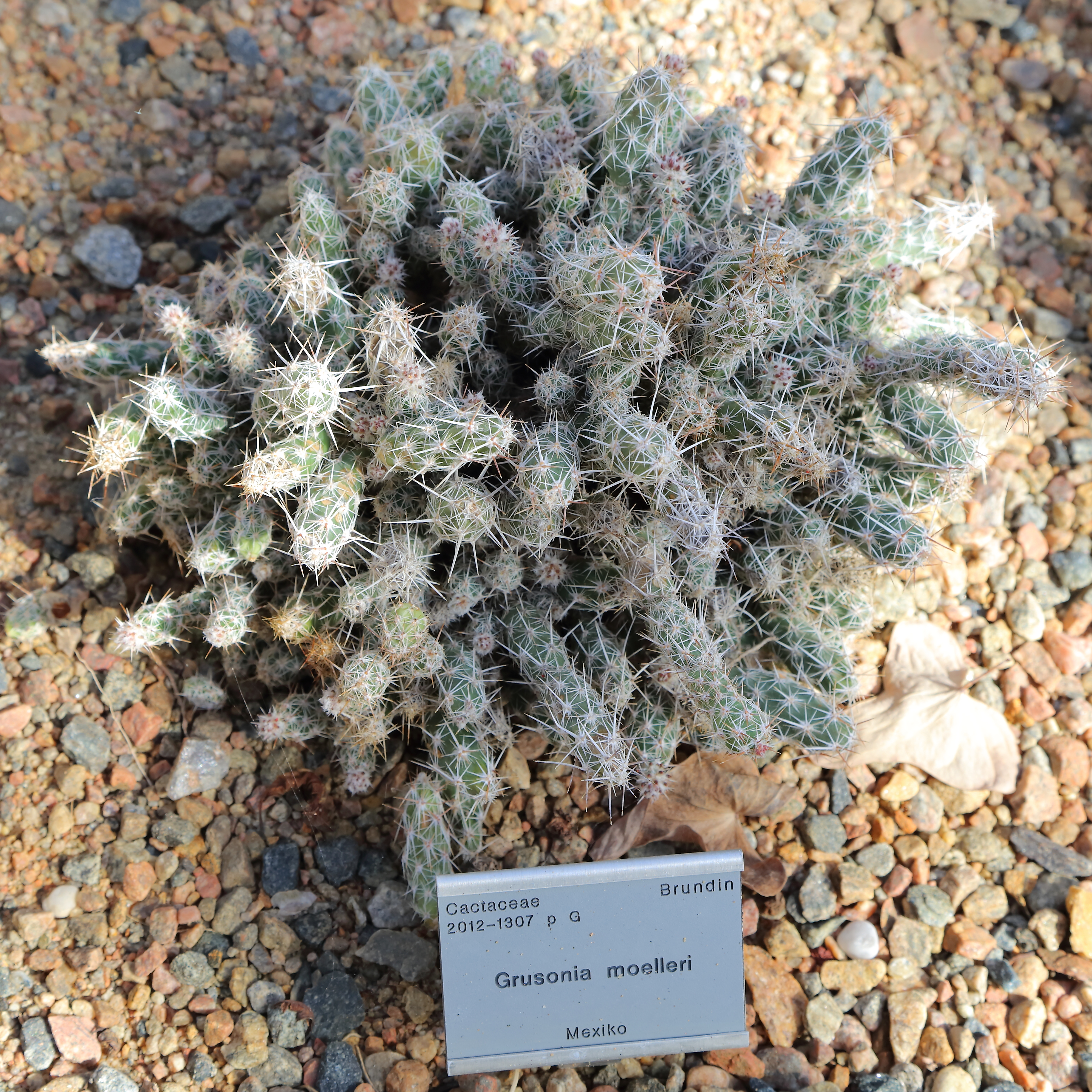
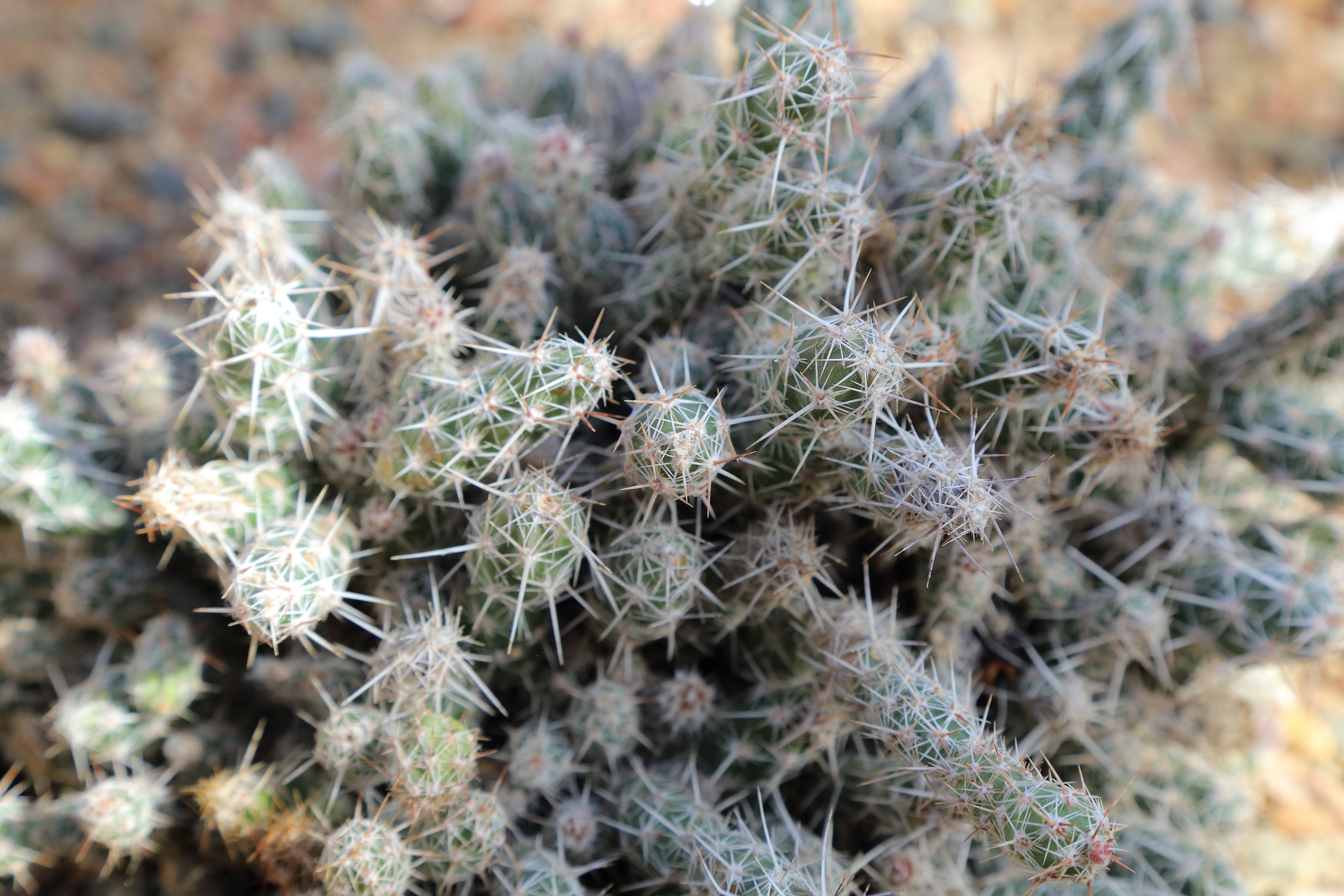
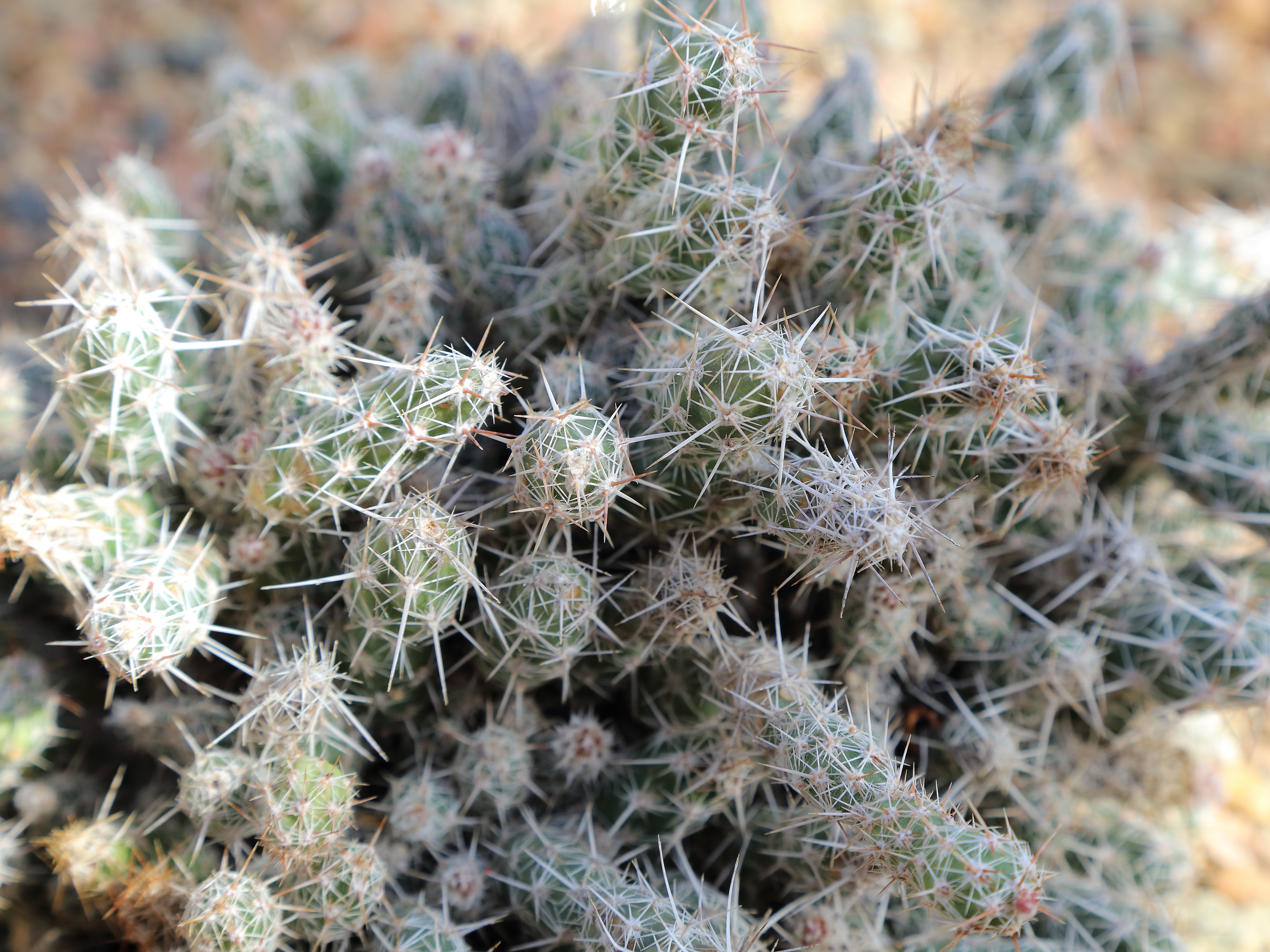
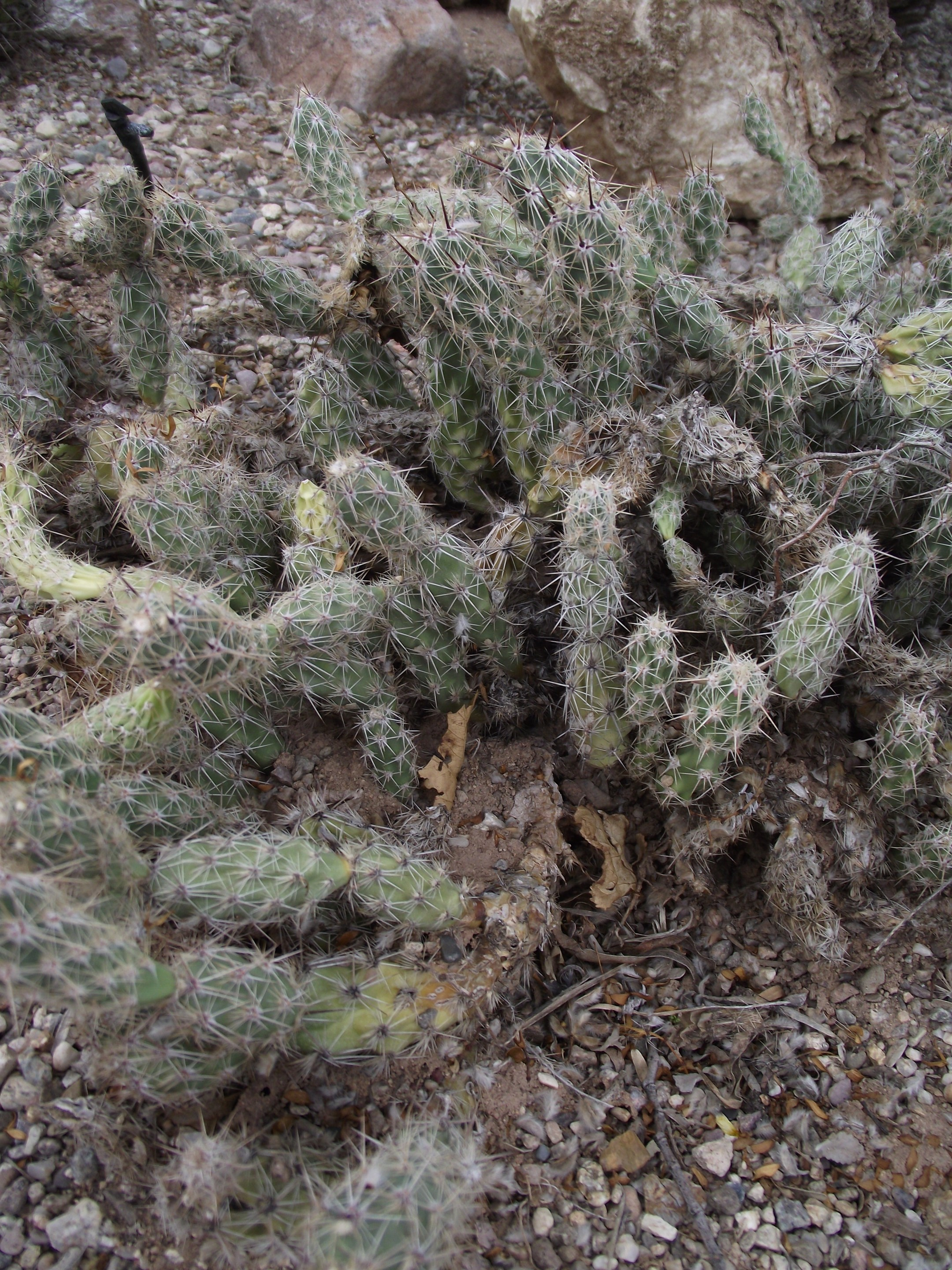